# 相内駅
相内駅（あいのないえき）は、北海道北見市相内町にある北海道旅客鉄道（JR北海道）石北本線の駅である。電報略号はアイ。事務管理コードは▲122526。駅番号はA57。

## 歴史

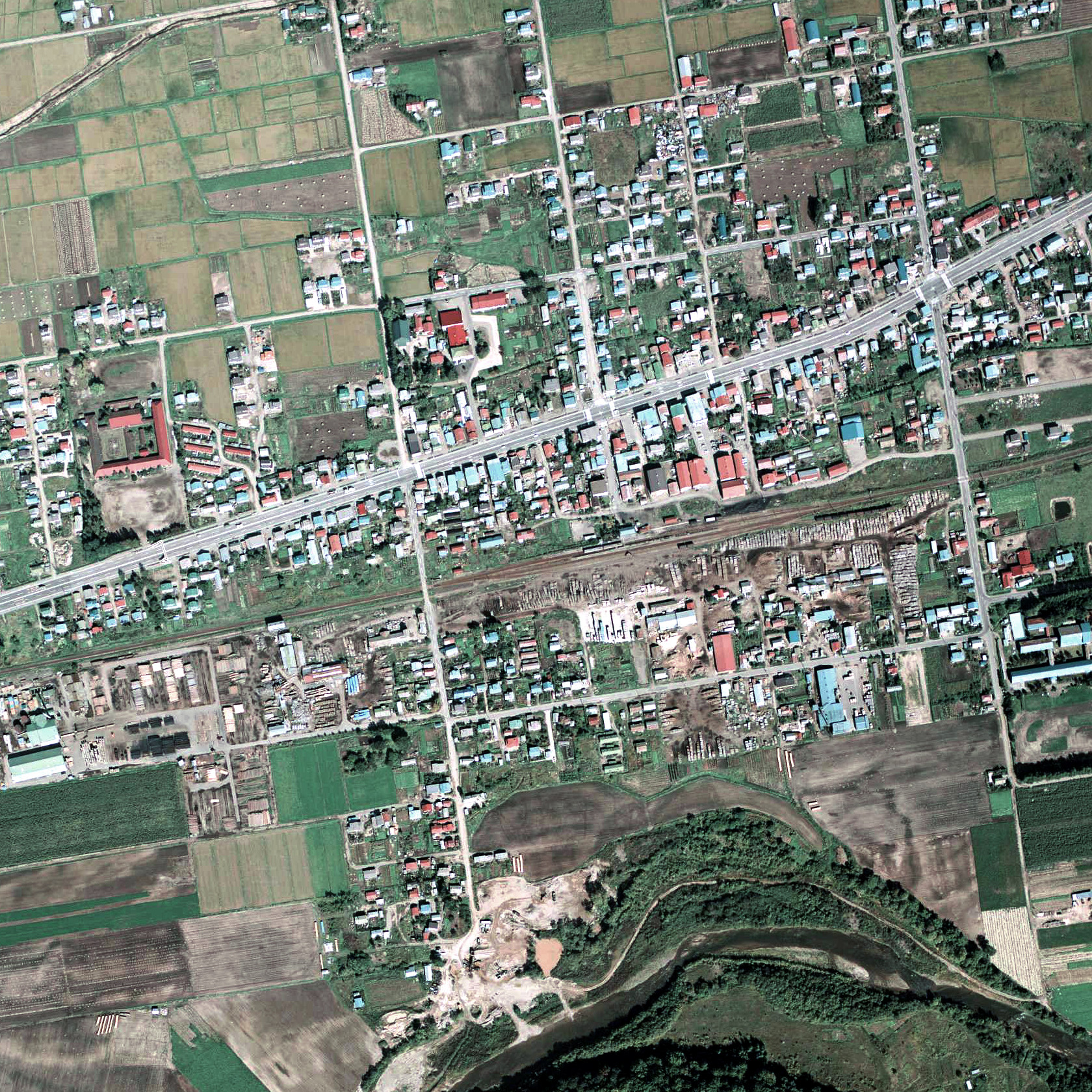
1977年の相ノ内駅と周囲約1 km範囲。右が網走方面。駅裏留辺蘂方の防腐工場へ本線脇を専用線が敷かれている。北見方にも短い木工所（松下木材）向け専用線があり、多くの貨車が留置きされている。

- 1912年（大正元年）11月18日：鉄道院湧別軽便線の野付牛駅（現在の北見駅） - 留辺蘂駅間開業にともない上相ノ内駅（かみあいのないえき）として開業[3][4]。一般駅[1]。
- 1914年（大正3年）10月5日：野付牛駅 - 留辺蘂駅間を留辺蘂軽便線と改称[3]。
- 1916年（大正5年）11月7日：野付牛駅 - 遠軽駅 - 下湧別駅間を湧別軽便線と改称[3]。
- 1922年（大正11年）
  - 9月2日：軽便鉄道法廃止により湧別線に改称[3]。
  - 10月1日：遠軽駅 - 野付牛駅間を区間分離し、石北線に編入。
- 1934年（昭和9年）2月5日：相ノ内駅（2代目）に改称[5]。同時に相ノ内駅（初代）が東相ノ内駅に改称[5]。
- 1949年（昭和24年）6月1日：公共企業体である日本国有鉄道に移管。
- 1960年（昭和35年）頃：山陽木材防腐北見工場操業開始。専用線0.5㎞。
- 1961年（昭和36年）4月1日：新旭川駅 - 網走駅間を石北本線に改称[3]。
- 1969年（昭和44年）10月1日：専用線を除く貨物取り扱い廃止[1]。
- 時期不詳：窓口業務を民間委託化。
- 1984年（昭和59年）2月1日：貨物・荷物取り扱い廃止[1][6][7]。
- 1984年（昭和59年）11月10日：業務委託廃止、駅員無配置駅となる[8]（簡易委託化）。
- 1987年（昭和62年）4月1日：国鉄分割民営化により北海道旅客鉄道（JR北海道）に継承[3]。
- 1988年（昭和63年）：駅舎改築[9]。
- 1992年（平成4年）4月1日：簡易委託廃止、完全無人化。
- 1997年（平成9年）4月1日：相内駅に改称[10]。
- 2004年（平成16年）4月：ホームを延伸し、定期列車のドアカットを廃止[11]。

### 駅名の由来
所在地名より。アイヌ語の「アイヌオナイ (ainu-o-nay)」（人・多い・沢）に由来し、当初は当地区の中でも武華川上流にあったため上相ノ内と命名された。その後、駅所在地が相内市街の中心であることから、隣の相ノ内駅（初代）を東相ノ内駅に改称すると同時に、「上」を外して相ノ内駅とし、その後「ノ」が取れ現在に至っている。

## 駅構造
単式・島式ホーム2面2線の複合ホーム。ホーム間の線路は両方と接するが、島式ホーム側は崩されており乗降は行わない。1番線は両方向に出発信号機や停止位置表示があり、上り列車同士の列車交換も可能。2番のりばへは構内踏切を渡る。
北見駅管理の無人駅。

### のりば
| 番線 | 路線      | 方向 | 行先             |
| ---- | --------- | ---- | ---------------- |
| 1    | ■石北本線 | 下り | 北見・網走方面   |
| 2    | ■石北本線 | 上り | 留辺蘂・遠軽方面 |

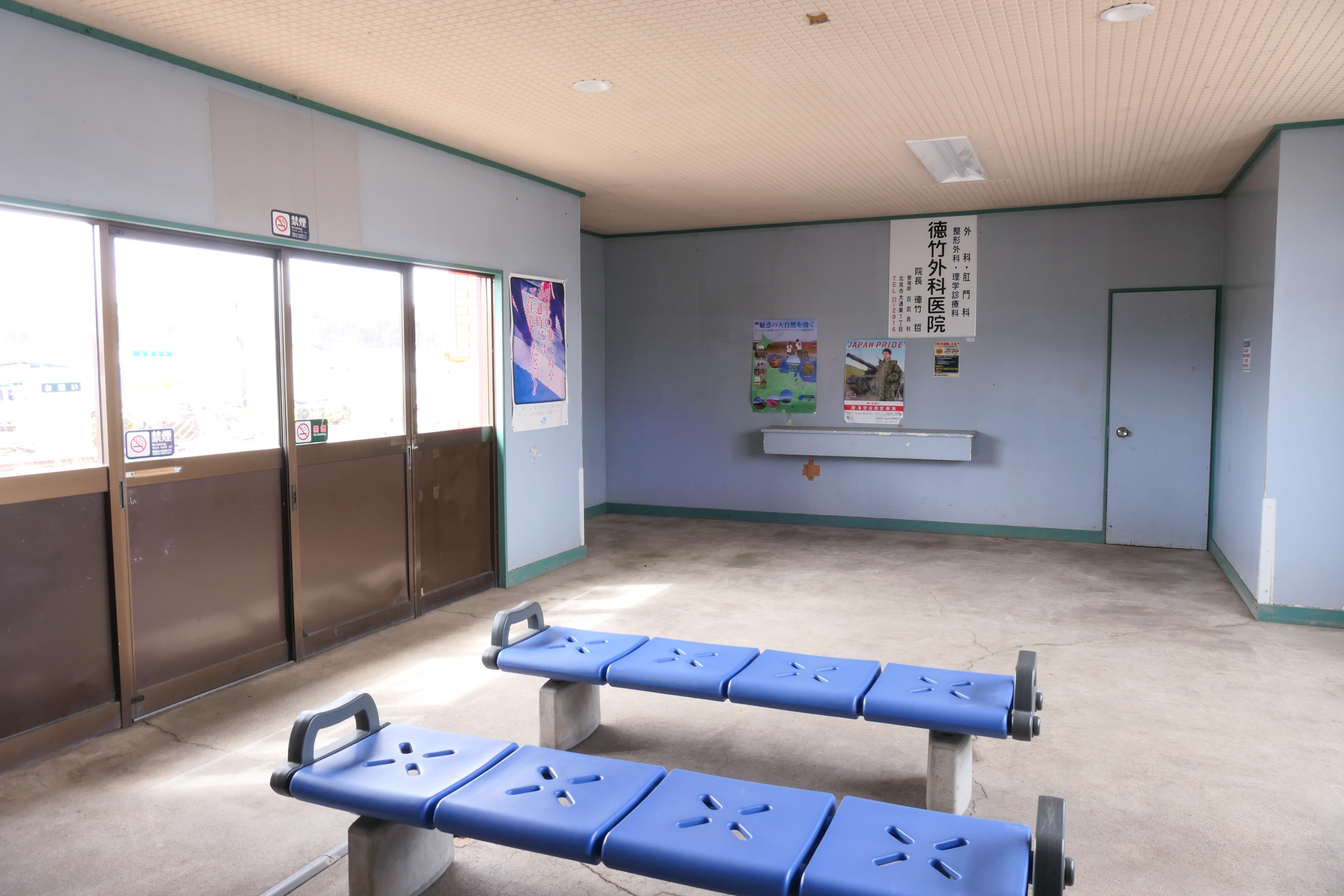
待合室（2021年5月）
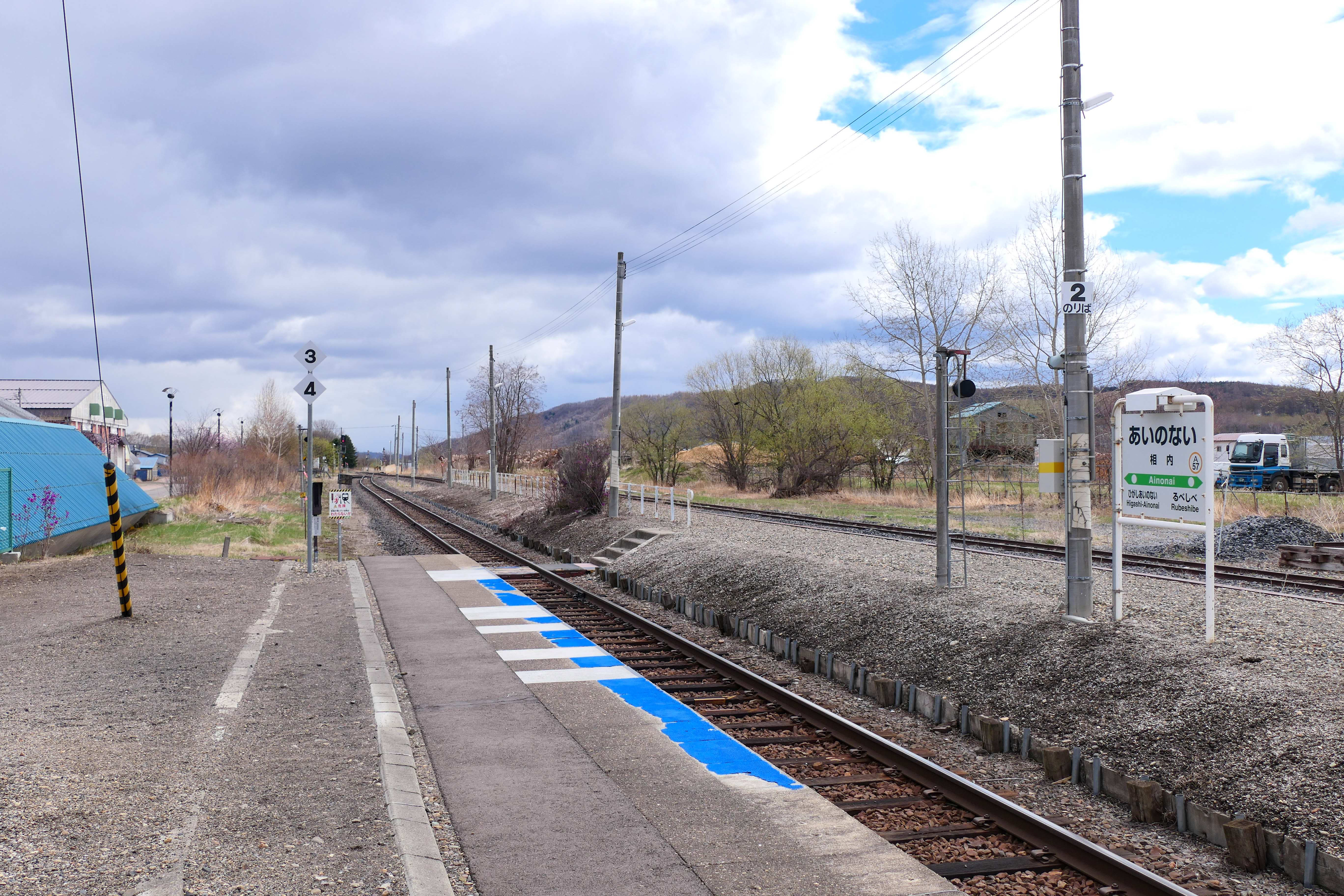
ホーム（2021年5月）
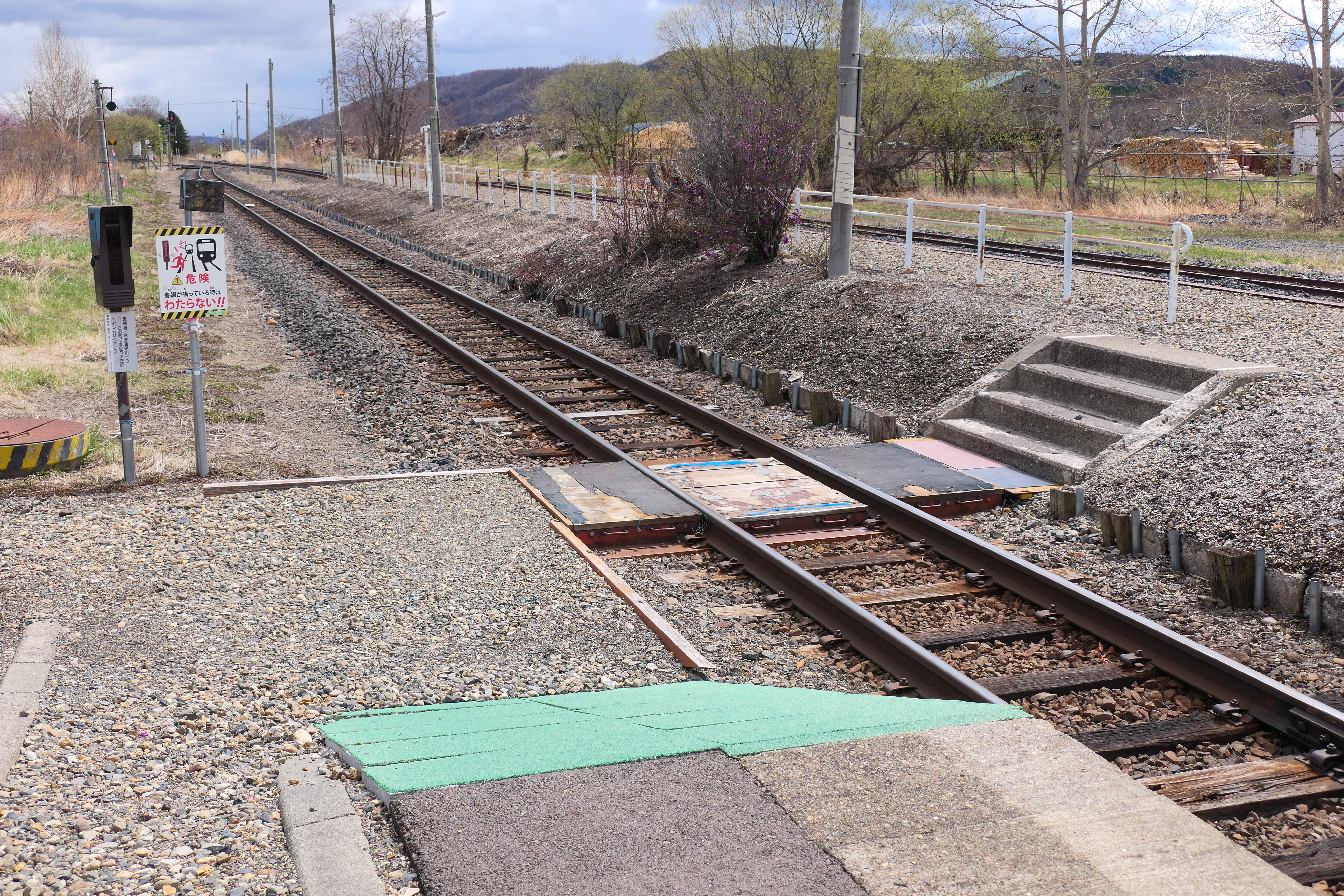
構内踏切（2021年5月）
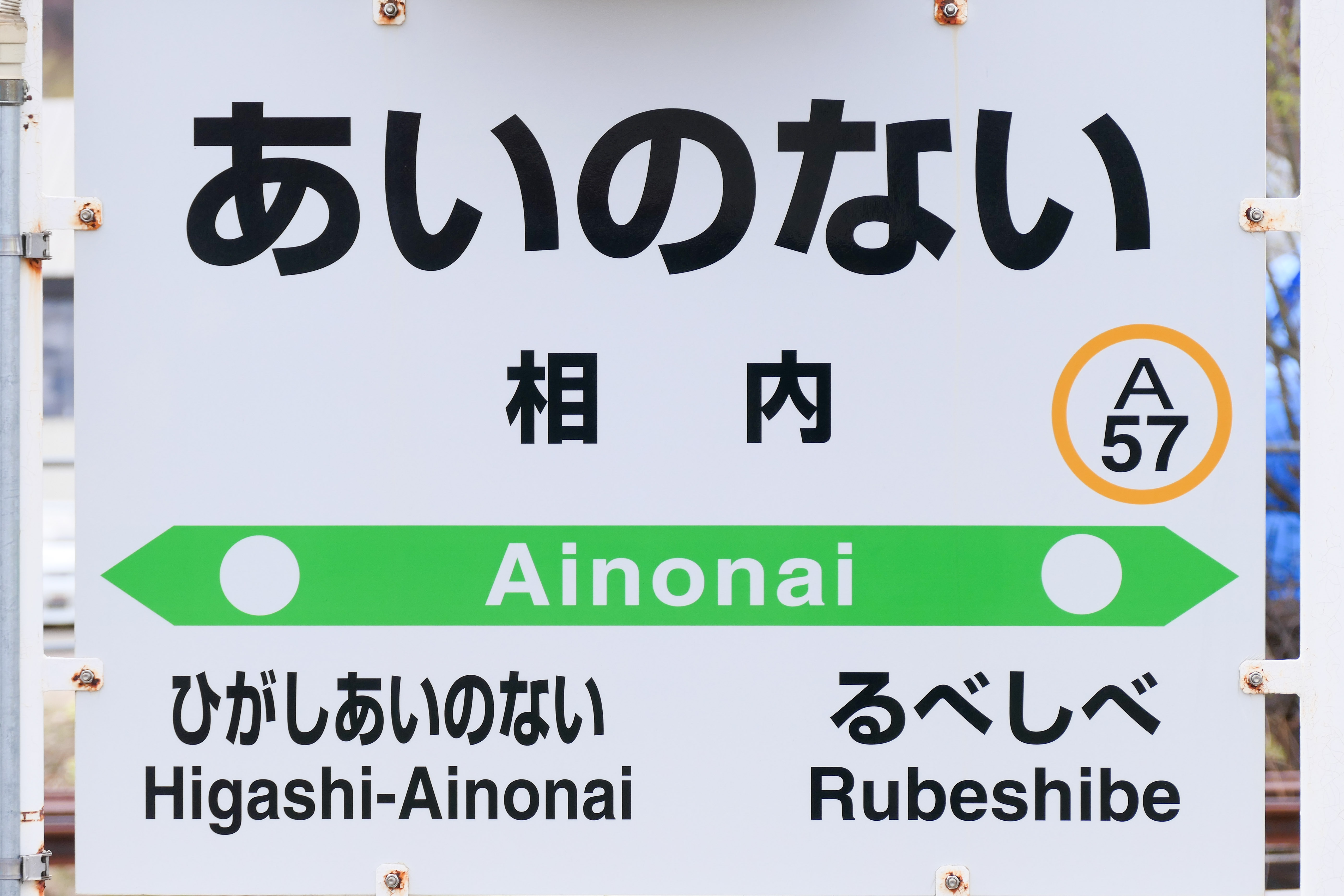
駅名標（2021年5月）

## 利用状況
乗車人員の推移は以下のとおり。年間の値のみ判明している年については、当該年度の日数で除した値を括弧書きで1日平均欄に示す。乗降人員のみが判明している場合は、1/2した値を括弧書きで記した。
また、「JR調査」については、当該の年度を最終年とする過去5年間の各調査日における平均である。
| 年度               | 乗車人員 | 乗車人員 | 乗車人員 | 出典       | 備考 |
| 年度               | 年間     | 1日平均  | JR調査   | 出典       | 備考 |
| ------------------ | -------- | -------- | -------- | ---------- | ---- |
| 1978年（昭和53年） |          | 238      |          | [ 16 ]     |      |
| 2016年（平成28年） |          |          | 32.6     | [ JR北 1 ] |      |
| 2017年（平成29年） |          |          | 28.8     | [ JR北 2 ] |      |
| 2018年（平成30年） |          |          | 27.2     | [ JR北 3 ] |      |
| 2019年（令和元年） |          |          | 26.4     | [ JR北 4 ] |      |
| 2020年（令和02年） |          |          | 27.6     | [ JR北 5 ] |      |
| 2021年（令和03年） |          |          | 25.4     | [ JR北 6 ] |      |
| 2022年（令和04年） |          |          | 26.4     | [ JR北 7 ] |      |
| 2023年（令和05年） |          |          | 25.8     | [ JR北 8 ] |      |

## 駅周辺
- 北海道道245号下仁頃相内停車場線
- 国道39号
- 北見市役所相内支所
- 北見警察署相内駐在所
- 相ノ内郵便局
- 北見信用金庫相内支店
- きたみらい農業協同組合（JAきたみらい）相内支所
- 北海道北見バス・道北バス・阿寒バス「相内」停留所[17]

## 隣の駅
北海道旅客鉄道（JR北海道）
■石北本線

■普通
留辺蘂駅 (A56) - *下相ノ内仮乗降場 - 相内駅 (A57) - 東相内駅 (A58)
*打消線は廃駅

### JR北海道
1. ↑  「石北線（新旭川・網走間）」（PDF）『線区データ（当社単独では維持することが困難な線区）』、北海道旅客鉄道、2017年12月8日。オリジナルの2017年12月9日時点におけるアーカイブ。2017年12月10日閲覧。
2. ↑  「石北線（新旭川・網走間）」（PDF）『線区データ（当社単独では維持することが困難な線区）(地域交通を持続的に維持するために)』、北海道旅客鉄道株式会社、3頁、2018年7月2日。オリジナルの2018年8月19日時点におけるアーカイブ。2018年8月19日閲覧。
3. ↑  “石北線（新旭川・網走間）” (PDF). 線区データ（当社単独では維持することが困難な線区）(地域交通を持続的に維持するために).   北海道旅客鉄道. p. 3 (2019年10月18日). 2019年10月18日時点のオリジナルよりアーカイブ。2019年10月18日閲覧。
4. ↑  “石北線（新旭川・網走間）” (PDF). 地域交通を持続的に維持するために > 輸送密度200人以上2,000人未満の線区（「黄色」8線区）.   北海道旅客鉄道. p. 3・4 (2020年10月30日). 2020年11月2日時点のオリジナルよりアーカイブ。2020年11月2日閲覧。
5. ↑  “駅別乗車人員  特定日調査（平日）に基づく”.   北海道旅客鉄道. 2022年8月3日時点のオリジナルよりアーカイブ。2022年8月14日閲覧。
6. ↑  “駅別乗車人員  特定日調査（平日）に基づく”.   北海道旅客鉄道. 2022年9月3日時点のオリジナルよりアーカイブ。2022年9月3日閲覧。
7. ↑  “駅別乗車人員  特定日調査（平日）に基づく”.   北海道旅客鉄道. 2023年11月10日時点のオリジナルよりアーカイブ。2023年11月10日閲覧。
8. ↑  “駅別乗車人員  特定日調査（平日）に基づく”.   北海道旅客鉄道 (2024年). 2024年9月9日時点のオリジナルよりアーカイブ。2024年9月9日閲覧。